# Reinhard Scheer
Reinhard Scheer (Obernkirchen, 30 settembre 1863 – Marktredwitz, 26 novembre 1928) è stato un ammiraglio tedesco della Marina imperiale.

## La vita prima della guerra
Nato ad Obernkirchen nel 1863, mostrò subito un'innata attitudine al comando e alla conduzione in azioni guerresche. Nel 1881 entrò nell'Accademia Navale Tedesca, diplomandosi come ufficiale con ottimi voti.
Nel 1910 è ufficiale di Stato maggiore, dove, insieme ad altri ufficiali tedeschi crea nuove teorie di battaglia navale basate sull'offensiva con lo scopo di distruggere la flotta di superficie nemica e, in tal modo, acquisire il controllo del mare, a suo parere essenziale per ogni vittoria bellica.

## La guerra
Nel 1914, poco dopo lo scoppio della prima guerra mondiale, ottiene il comando della II squadra da battaglia, e diventa, grazie alla sua posizione influente, un promotore della strategia offensiva nella conduzione della guerra e nella ricerca dello scontro nei confronti della flotta britannica che, come detto da lui, doveva essere distrutta ad ogni costo.
Nel 1916 viene scelto come Comandante Supremo Superiore in mare, la sua nomina avviene per diretto interessamento del Kaiser che spera in una condotta offensiva della guerra anche per spezzare il blocco dell'Intesa che stava procurando gravi problemi ai rifornimenti tedeschi alle truppe.
Il 30 maggio Scheer decide di sfidare la Grand Fleet, ed è lui a dirigere con estrema perizia ed abilità la Hochseeflotte nella battaglia dello Jutland, che tatticamente e nel conteggio delle perdite si rivela una splendida vittoria tedesca ma che strategicamente non muta gli equilibri sul mare.
Scheer d'ora innanzi, timoroso di rischiare la flotta in azioni avventate, s'affida alla conduzione della guerra totale con gli U-Boot. Solo nel 1918 quando finalmente sarà comandante supremo della flotta tedesca potrà elaborare un piano offensivo su larga scala estremamente ben preparato ma che, a causa della sconfitta seguita di lì a poco (il piano infatti venne elaborato nell'agosto del 1918), non verrà mai realizzato.
Dopo la guerra si ritirerà a vita privata e morirà nel 1928.